# Саленко Олександр Федорович
Саленко Олександр Федорович (* 1968) — доктор технічних наук, професор, завідувач кафедри процесів і обладнання механічної та фізико-технічної обробки та декан економічного факультету Кременчуцького національного університету ім. М. Остроградського, випускник Національного технічного університету України «Київський політехнічний інститут».
Сфера наукових інтересів — обробка композитних матеріалів потужними потоками енергії, струминна техніка високого тиску.